# Hans-Georg Mehlhorn
Hans-Georg Mehlhorn (* 22. Juni 1940 in Gera; † 17. November 2011 in St. Gallen) war ein deutscher Pädagogischer Psychologe, Begabungs- und Kreativitätsforscher. In der DDR war er Abteilungsleiter am Zentralinstitut für Jugendforschung und von 1985 bis 1993 Professor für Pädagogische Psychologie an der Hochschule für Musik Leipzig. Nach der Wiedervereinigung gründete Mehlhorn zusammen mit seiner Ehefrau Gerlinde Mehlhorn ab 1991 verschiedene Schulprojekte, aus denen die BIP (Begabung-Intelligenz-Persönlichkeit) Kreativitätsschulen und Kindertageseinrichtungen in Sachsen und Thüringen sowie die BIP Mehlhornschulen und Kreativitätskitas in Berlin hervorgingen.

## Leben
Nach dem Abitur 1959 studierte Mehlhorn 1961 bis 1965 Pädagogik in den Fachbereichen Geschichte und Germanistik an der Universität Leipzig. Anschließend war er bis 1969 Assistent in der Geschichtsmethodik an der Karl-Marx-Universität in Leipzig und promovierte in dieser Zeit am Lehrstuhl Methodik des Geschichtsunterrichts am Institut für Pädagogik.
Von 1970 bis 1985 war Mehlhorn Mitarbeiter und Institutssekretär am Zentralinstitut für Jugendforschung Leipzig. Ab Mitte der 1970er Jahre folgte der Aufbau der Abteilung Jugend und Bildung, deren Leiter er 1978 wurde. 1975 schloss er zusammen mit seiner Ehefrau Gerlinde Mehlhorn an der Humboldt-Universität zu Berlin (HU) die Promotion B (entspricht einer Habilitation) zum Dr. sc. paed. ab. Es folgten umfangreiche Forschungen zum Thema Hochbegabung unter Jugendlichen. 1982 wurde Mehlhorn Honorardozent im Bereich Pädagogische Psychologie der HU Berlin bei Gerhard Rosenfeld.
Mehlhorn wurde 1985 als Ordentlicher Professor mit Lehrstuhl für Pädagogische Psychologie an die Hochschule für Musik Leipzig berufen. 1993 wurde er auf eigene Bitte von der Professur abberufen und gründete das BIP Kreativitätszentrum Leipzig gGmbH (BIP steht für Begabung-Intelligenz-Persönlichkeit).
Hans-Georg Mehlhorn war ab 1963 mit Gerlinde Mehlhorn verheiratet. Das Paar bekam zwei Söhne.

## Wirken
Seit 1966 veröffentlichte er Biografien bedeutender deutscher Humanisten und wirkte an der Erstellung von Unterrichtshilfen zum Thema Reformation und Bauernkriege für die Klassenstufe 6 mit.
Kreativitätsforschung in der DDR
Schwerpunkt der Arbeit von Hans-Georg Mehlhorn war, zusammen mit seiner Frau Gerlinde Mehlhorn, die Intelligenz- und Hochbegabtenforschung sowie Kreativitätsforschung.
Während der Zeit am Zentralinstitut für Jugendforschung Leipzig erfolgten Forschungen zu den jeweils hochbegabtesten und leistungsfähigsten Persönlichkeiten unter Schülern, Lehrlingen, Studenten, jungen Ingenieuren, Wissenschaftlern sowie DDR-besten Erfindern und es wurden Einzelinterviews mit Spitzenwissenschaftlern durchgeführt. Dazu gehörten als Gruppen Klassen mit erweitertem Russisch-Unterricht ab Klasse 3, Schüler von Spezialklassen und Spezialschulen auf unterschiedlichen Gebieten, Mathematikolympioniken, Gewinnern von Leistungsschauen und Olympiaden.
Nach umfassender Validierung der Ergebnisse erfolgten ab 1980 vorrangig Schlussfolgerungen für ein künftiges neues Bildungssystem. Dazu wurde von möglichen Verallgemeinerungen der Entwicklungsbedingungen der weltweit leistungsfähigsten Persönlichkeiten ausgegangen und nach Möglichkeiten der Übertragung auf alle Heranwachsenden auf allen Bildungsstufen sowie nach der Veränderung des Vermittlungsprozesses und der Vermittlungsinhalte für pädagogisch tätige Kräfte einschließlich der Eltern gefragt. 1987 und 1988 konnten begabungs- und kreativitätsfördernde Projekte von Kindern außerhalb des Einflussbereichs der Volksbildung durchgeführt werden. 1988 begann das empirische Projekt mit gezielter mehrmalig wöchentlicher Intervention in je vier Leipziger Versuchs- und Kontrollkindergärten. Es wurde bis 1993, dem Ende des vierten Schuljahres dieser Kinder, fortgeführt.
BIP Kreativitätsschulen/Mehlhornschulen ab 1991
Allein 1991 gründete Mehlhorn sechs Projekte:
- das Leipziger Kreativitätszentrum als Bildungs- und Forschungsinstitut
- Verlagsbuchhandlung und Agentur Prof. Dr. Hans-Georg Mehlhorn e.K.
- den Landesverband Sachsen der „Deutschen Gesellschaft für das hochbegabte Kind“
- (mit K. Rudolf) die „Deutsche Gesellschaft für Ost- und Südosteuropa“
- den Landesverband Sachsen der „Deutsch-Südafrikanischen Gesellschaft“
- das „Bildungs- und Forschungsinstitut Prof. Dr. Hans-Georg Mehlhorn“ als Leipziger Kreativitätszentrum, eine freiberufliche Einrichtung[4]. Ziel der Lehrtätigkeit war der Aufbau einer Erzieher- und Lehrerweiterbildung nach den Erkenntnissen der empirischen Forschungen seit 1987.

1992 folgte die Gründung der ersten Kreativitätsschule als Ergänzungsschule im Freizeitbereich in Leipzig in Trägerschaft der Deutschen Gesellschaft für das hochbegabte Kind (ab 1994 in Trägerschaft des BIP Kreativitätszentrums Leipzig gGmbH).
Ab 1997 wurde die erste BIP Kreativitätsgrundschule mit Hort (BIP Mehlhornschule) gegründet. BIP Kinderkrippen, BIP Kindergärten und zwei BIP Kreativitätsgymnasien folgten. Entsprechende Einrichtungen befinden sich inzwischen in Leipzig, Dresden, Gera, Chemnitz, Berlin und Neubrandenburg. An diesen Einrichtungen sind mehr als 500 Lehrer und Erzieher beschäftigt.
2002 gründete Hans-Georg Mehlhorn die Mehlhorn-Stiftung. Sie führte ab 2004 die Aufgaben seines Bildungs- und Forschungsinstituts weiter. Seit 2008 werden die entsprechenden Aktivitäten in der neu gegründeten Akademie für Kreativitätspädagogik Leipzig fortgeführt. Die Akademie für Kreativitätspädagogik erhielt 2009 die Genehmigung zur Ausbildung von Sozialassistenten an einer Berufsfachschule und von Erziehern durch die Neugründung einer Fachschule für Sozialpädagogik; die Ausbildung von Erziehern an der Fachschule begann 2010.
2010 gründete Mehlhorn gemeinsam mit Janine Luther die Bildungsagentur der Mehlhornschulen.

## Erbe
Nach dem Tod Mehlhorns 2011 kam es zu Rechtsstreitigkeiten zwischen seiner Witwe Gerlinde und seiner zuletzt engsten Mitarbeiterin und Erbin Janine Luther um die Gesellschafterstellung beim BIP Kreativitätszentrum gGmbH sowie um die Lizenzzahlungen von Schulen.

## Veröffentlichungen (Auswahl)
- mit Gerlinde Mehlhorn: Zur Kritik der bürgerlichen Kreativitätsforschung. Deutscher Verlag der Wissenschaften, Ost-Berlin 1977.
- mit Gerlinde Mehlhorn: Untersuchungen zum schöpferischen Denken bei Schülern, Lehrlingen und Studenten. 2. Auflage, Volk und Wissen, Ost-Berlin 1979 [1978].
- mit Gerlinde Mehlhorn: Intelligenz. Zur Erforschung und Entwicklung geistiger Fähigkeiten. Deutscher Verlag der Wissenschaften, Ost-Berlin 1981.
- mit Gerlinde Mehlhorn: Spitzenleistungen im Studium. Psychologische und pädagogische Untersuchungen zur Entwicklung schöpferisch begabter Persönlichkeiten. Volk und Wissen, Ost-Berlin 1982.
- mit Gerlinde Mehlhorn: Begabung, Schöpfertum, Persönlichkeit. Zur Psychologie und Soziologie des Schöpfertums. Akademie-Verlag, Ost-Berlin 1985.
- Leiter des Autorenkollektivs: Persönlichkeitsentwicklung Hochbegabter. Aspekte, Forschungsergebnisse, -probleme. Volk und Wissen, Ost-Berlin 1988.
- Herausgeber: Hochbegabtenförderung international. Böhlau, Köln u. a. 1989.